# Киринополис
Киринополис (порт. Quirinópolis) — муниципалитет в Бразилии, входит в штат Гояс. Составная часть мезорегиона Юг штата Гойас. Входит в экономико-статистический микрорегион Киринополис. Население составляет 38 165 человек на 2006 год. Занимает площадь 3780,173 км². Плотность населения — 10,1 чел./км².
Праздник города — 22 января.

## История
Город основан 28 ноября 1944 года.

## Статистика
- Валовой внутренний продукт на 2003 год составляет 269 338 808,00 реалов (данные: Бразильский институт географии и статистики).
- Валовой внутренний продукт на душу населения на 2003 год составляет 7200,23 реалов (данные: Бразильский институт географии и статистики).
- Индекс развития человеческого потенциала на 2000 год составляет 0,780 (данные: Программа развития ООН).

## География
Климат местности: тропический.